# Crash My Party
| Recensione | Giudizio |
| ---------- | -------- |
| AllMusic   |          |

Crash My Party è il quarto album discografico in studio dell'artista country statunitense Luke Bryan, pubblicato nel 2013.

## Il disco
Il disco è stato pubblicato nell'agosto 2013 dalla Capitol Nashville. Il primo singolo e title track dell'album ha raggiunto la prima posizione della classifica Billboard Country Airplay. L'album è stato prodotto da Jeff Stevens. Un'edizione deluxe con quattro tracce aggiuntive è stata resa disponibile dai rivenditori Target Corporation e Walmart.
Per quanto riguarda le vendite, il disco ha raggiunto la vetta della classifica Billboard 200 ed è stato certificato disco di platino (oltre un milione di copie vendute negli USA) dalla RIAA.

## Singoli
- Crash My Party (aprile 2013)
- That's My Kind of Night (agosto 2013)
- Drink a Beer (novembre 2013)
- Play It Again (marzo 2014)

## Tracce
1. That's My Kind of Night – 3:10
2. Beer in the Headlights – 2:52
3. Crash My Party – 3:55
4. Roller Coaster – 4:19
5. We Run This Town – 3:14
6. Drink a Beer – 3:23
7. I See You – 3:06
8. Goodbye Girl – 2:39
9. Play It Again – 3:47
10. Blood Brothers – 4:03
11. Out Like That – 3:18
12. Shut It Down – 3:16
13. Dirt Road Diary – 3:31

## Classifiche
| Classifica (2014) | Posizione raggiunta |
| ----------------- | ------------------- |
| Canada            | 1                   |
| Stati Uniti       | 1                   |